# Taylor (Schiff, 1984)
Die USS Taylor (FFG-50) war eine Fregatte der United States Navy und gehört der Oliver-Hazard-Perry-Klasse an. Sie wurde nach Commander Jesse J. Taylor benannt, einem Marineflieger, der im Vietnamkrieg bei einem Angriff auf nordvietnamesisches Territorium abgeschossen wurde. Das Schiff wurde 2017 nach Taiwan verkauft und trägt seitdem den Namen PFG-1115 Ming Chuan (銘傳).

## Geschichte
FFG-50 wurde 1982 in Auftrag gegeben und im Mai 1983 bei Bath Iron Works auf Kiel gelegt. Nach sechs Monaten lief die Fregatte vom Stapel und wurde getauft. Am 1. Dezember 1984 wurde die Taylor in Dienst gestellt.
Erste Einsätze führten das Schiff in den Atlantik und das Mittelmeer, 1990 nahm die Taylor an der Operation Desert Shield teil, 1992 dann an Operation Southern Watch. Auch in den folgenden Jahren folgten mehrere Einsatzverlegungen, teilweise als Teil der Standing Naval Force Mediterranean der NATO.
2005 verlegte die Fregatte im Rahmen des Kampfes gegen den weltweiten Terrorismus, 2006 war die sie Teil der Übung Joint Caribbean Lion 2006, wo sie mit dem Flugzeugträger George Washington fuhr. Im August 2008 fuhr die Taylor mit Almirante Juan de Borbón und Generał Kazimierz Pułaski und Lübeck im Schwarzen Meer eine Übung. Im September 2010 lag die Fregatte in Murmansk, um an Feierlichkeiten zum Ende des Zweiten Weltkrieges teilzunehmen. Nachdem sie wieder ausgelaufen war, wurde sie am 10. September von einem russischen Flugzeug des Typs Tupolew Tu-95 oder Iljuschin Il-38 in rund 30 Meter Höhe und 50 Meter seitlichem Abstand überflogen. Am folgenden Tag überflogen zwei Helikopter Kamow Ka-27 die Taylor in 30 Meter Höhe und 30 Meter seitlichem Abstand.
Am 8. Januar 2014 verließ die Taylor die Naval Station Mayport zu ihrem letzten Einsatz in der 5. und 6. Flotte. Am 5. Februar bekam die Taylor den Befehl mit der Mount Whitney gen Sotschi zu fahren, um dort die US-Athleten bei den Olympischen Winterspielen 2014 zu unterstützen. Am 12. Februar lief sie im Hafen von Samsun, Türkei, auf Grund, wodurch sie manövrierunfähig wurde. Es entstand nur geringer Schaden und niemand wurde verletzt. Dennoch wurde Navy Cdr. Dennis Volpe von seinem Kommando entbunden. Am 8. Mai wurde sie endgültig stillgelegt und zum Verkauf an Taiwan vorbereitet. Die Taylor ist am 13. Mai 2017 in Taiwan als Ming Chuan zur taiwanesischen Kriegsmarine gestoßen. Sie wird dort mit der Fengchia (ehemals Gary) als U-Boot Jäger weiter eingesetzt.